# Архив „Верослава Вељашевић“ Смедеревска Паланка
| Архив „Верослава Вељашевић“ Смедеревска Паланка |                                            |
|                                                 |                                            |
| Оснивач:                                        | Општина Смедеревска Паланка                |
| Основана:                                       | 1968.                                      |
| Седиште:                                        | Омладинска 13 · Смедеревска Паланка Србија |
| Директор:                                       |                                            |
| Веб презентација                                | http://www.arhivpalanka.rs/                |

Архив „Верослава Вељашевић“ Смедеревска Паланка основан је 30. децембра 1968. године Одлуком Скупштине општине Смедеревска Паланка. Почео је са радом марта 1969. године у просторијама Народног музеја, а наредне године се припаја Центру за културу, у оквиру кога функционише до новембра 1992. године, када постаје самостална институција.
Архив поседује и чува око 200 идентификованих фондова, односно око 1500 метара дужних архивске грађе. Значајни су најстарији фондови: Општина паланачка, Општина плањанска и Начелство Среза великоорашког, као и бројни лични и породични фондови знаменитијих Паланчана и паланачких породица.

## Збирке
- Збирка печата садржи печате и штамбиље установа које су егзистирале на овој територији почев од прве половине 20. века. Веома су интересантни печати Среске болнице, Пчеларске подружнице, Паланачке занатске задруге и низ других.
- Збирка Црквених матичних књига садржи 262 књиге које датирају од 1837. године, а које по Закону о културним добрима представљају културно добро од изузетног значаја.
- У Архиву се чувају две збирке фотографија: фотографије из прошлости и садашњости Смедеревске Паланке и „Завод за принудно васпитање омладине у Смедеревској Паланци”. Збирка микрофилмова садржи микрофилмове различите садржине. Најважнији су микрофилмови Црквених матичних књига.